# Opi Cares
Opi Cares (en llatí: Oppius Chares) va ser un gramàtic romà del segle i aC. Formava part de la gens Òpia, una antiga gens romana d'origen plebeu.
Va ensenyar a la Gàl·lia Togata cap al final de la república i va continuar la seva tasca fins a edat molt avançada quan ja havia perdut la vista i no es podia moure. Macrobi esmenta una obra amb el nom De Silvestrius Arboribus escrita per cert Opi, probablement aquest mateix personatge. Sext Pompeu Fest parla també d'aquest Opi en relació amb l'explicació de la paraula ordianarius.